# Adolf Köhnken
Adolf Köhnken (* 28. Januar 1938 in Buxtehude; † 5. August 2017) war ein deutscher Klassischer Philologe.

Köhnken studierte Klassische Philologie an der Universität Hamburg und wurde 1963 promoviert. Sein wichtigster akademischer Lehrer war Hartmut Erbse. Seine Dissertation zu den hellenistischen Dichtern Apollonios von Rhodos und Theokrit erschien 1965 in der Reihe Hypomnemata. Untersuchungen zur Antike und zu ihrem Nachleben. Von 1966 bis 1967 arbeitete Köhnken als Wissenschaftlicher Assistent an der Technischen Universität Berlin.
Im Jahr 1969 ging Köhnken als Wissenschaftlicher Assistent an die Universität Bonn, wo er sich 1970 mit der Schrift Die Funktion des Mythos bei Pindar habilitierte. 1971 wurde er zum außerplanmäßigen Professor ernannt, 1973 zum Universitätsdozenten, 1980 zum Professor. Im Jahr 1982 war er Gastprofessor an der Harvard University. Zum Wintersemester 1992/93 nahm Köhnken einen Ruf an die Westfälische Wilhelms-Universität in Münster an, wo er bis zu seiner Emeritierung (2003) wirkte.
Adolf Köhnken war Mitherausgeber der Zeitschrift Hermes und der Reihe Texte und Kommentare. Seine Forschungsschwerpunkte waren die griechische Dichtung, vor allem die Lyrik, das Epos, die hellenistische Dichtung und die griechisch-römische Geschichtsschreibung. Außerdem beschäftigte er sich mit Erzähltechniken, antiker Literaturkritik und dem griechischen Drama. Köhnken war Mitglied der Görres-Gesellschaft.

## Schriften (Auswahl)
- Apollonios Rhodios und Theokrit. Die Hylas- und die Amykosgeschichten beider Dichter und die Frage der Priorität. Göttingen 1965 (Hypomnemata 12; Dissertation, Universität Hamburg)
- Die Funktion des Mythos bei Pindar. Interpretationen zu 6 Pindargedichten. Berlin/New York 1971 (Habilitationsschrift, Universität Bonn)
- Darstellungsziele und Erzählstrategien in antiken Texten. Berlin/New York 2006